# Bastard pop
Bastard pop ili mashup je glabeni žanr koji se sastoji od kombinacija (najčešće digitalnih) glazbe iz jedne pjesme i a capelle iz druge pjesme. Uobičajno je da su glazba i vokalni dio iz potpuno različitih žanrova. Kao svoj cilj bastard pop postavlja glazbenu spoznaju do koje se dolazi slušanjem kombinacije naoko nespojivih žanrova.

## Vanjske poveznice
- Banned Music.org
- Boomselection.info
- Get Your Bootleg On (GYBO)  Arhivirana inačica izvorne stranice od 7. rujna 2006. (Wayback Machine)
- Illegal Art.net
- Mashups.com